# Самуил Рефетов
Самуил Рефетов (на английски: Samuel Refetoff) е американски учен от еврейски произход, роден в България.
Изследва връзката между човешките генетични аномалии и дефектите на щитовидната жлеза при регулирането, синтеза, транспортирането и действието на хормона. Откривател е на синдрома на резистентност към тиреоидните хормони, който е наречен на негово име.

## Биография
Роден е на 11 юли 1937 г. в Русе. Учи във френското католическо училище „Санта Мария“ в града. През 1949 г. семейството му емигрира в Израел, където той продължава образованието си. След това прекарва пет години в Белгия, където завършва френския лицей в Антверпен. Впоследствие се установява в Канада. Завършва биохимия и медицина в Монреал. За да завърши медицина влияние оказва немския лекар, философ, теолог, органист, мисионер в джунглите на Африка и носител на Нобелова награда за мир за 1952 г. Алберт Швайцер. Заминава за Амазония, където изучава тропически болести. След това се записва в училище за тропически болести в Лондон, но стипендията му от канадското правителство е прекратена с мотива за липса на необходимост да се плаща на студент при положение, че Канада няма проблеми с такива болести. Насочва се към ендокринологията. В края на 1960-те години се установява в САЩ. Първоначално в Лос Анджелис, след това в болницата на Харвардския университет в Бостън, а от 1969 г. – в Чикаго.
От 1977 година е редовен професор по медицина, експерт по ендокринология, педиатрия и генетика. Продължително време работи като директор на лабораторията по тиреоидни заболявания към университета, впоследствие директор на програмите за специализация по ендокринология. През 1989 г., след 20-годишни проучвания, открива причината на Рефетовия синдром, която е мутация на рецептора на щитовидния хормон. Откритието му оказва влияние за развитието на генетиката, ранната профилактика и лечението на тиреоидните заболявания в световен мащаб, за което Самуил Рефетов е предложен за Нобелова награда за медицина. Чел е лекции в различни университети в Италия, Белгия, Япония, Англия, Канада, Еквадор.

## Награди
Избран е за доктор хонорис кауза на университетите в Каляри, Италия и на Свободния университет в Брюксел. Носител е на 29 почетни награди и отличия от научни институции и асоциации в областта на медицината, общественото здраве, биохимията и медицинската физика. През 2012 г. получава наградата на Американската ендокринна организация „Фред Кондрак Кох“ за цялостен принос в ендокринологията.
Той е автор на повече от 500 научни труда. Владее английски, испански, френски и италиански.